# نورای اصفهانی
نورای اصفهانی فرزند قاضی غلامعلی (قاضی اصفهان) است و از خوشنویسان و نستعلیق‌نویسان صاحب‌نام و از شاگردان معروف میرعماد به‌شمار می‌اید. به طوری که میرعماد خط او را به خط شاگرد پرآوازه‌اش عبدالرشید دیلمی معروف به «رشیدا» ترجیح می‌داده‌است.
نورای اصفهانی به امر شاه عباس نسخه‌ای از شاهنامه فردوسی را به زیبایی نوشت اما آخر کار از اعمال ناپسند شاه عباس نسبت به خود رنجید و راهی هندوستان شد و به سال ۱۰۷۰ هـ .ق در آنجا وفات یافت.